# Kaiju
- Övre vänster: Brittisk affisch för Gorgo (1961).
- Övre höger: Amerikansk affisch för Skräcködlan (1953).
- Undre vänster: Fransk affisch för King Kong (1933).
- Undre höger: Amerikansk affisch för Reptilicus(da) (1961).

Kaiju (uttal: /ˈkai.d͡ʒu/, av japanska: 怪獣; kaijū, "vidunder") eller jättemonster (engelska: giant movie monster) är inom spelfilm beteckningar för filmmonster av jättelik storlek. Storleksgränsen för kaiju varierar historiskt men vanligen brukar "jättemonster" avse alla monster som är omöjligt stora, det vill säga att traditionella dinosaurier inte brukar räknas som kaiju.
Jättemonster sätts traditionellt in i miljöer med bebyggelse på grund av sin storlek. Där finns det gott om fordon och byggnader som kan förstöras i visuellt syfte, samt massvis med folk som kan sättas i risk. Jättemonsterfilmer är vanligast av skräck- och/eller katastroftyp, men i japansk regi förekommer även mycket action. Ett traditionellt japanskt upplägg är att låta två eller fler jättemonster slåss mot varandra, så kallade monsterdueller och monstermatcher (engelska: monster rumble), ibland även "versus-filmer".
Skapelseberättelsen bakom jättemonster varierar stort historiskt. Till en början var de flesta jättemonster förhistoriska varelser som överlevt in i modern tid och sedan kommit i kontakt med människan. Efter andra världskriget blev det dock mer vanligt att radioaktiv strålning från kärnvapen muterade djur och ting till gigantiska versioner av sig själv. Utöver detta är traditionella fiktiva utomjordingar och rymdmonster även en vanlig grund för kaijumonster.

## Etymologi
Termen kaiju kommer från den japanska termen för "filmmonster" — japanska: 怪獣; Kaijū  — ett sammansatt ord som direktöversatt betyder "mystiskt fä" eller "mystisk best" och ungefär är likvärdigt med svenskans "vidunder". Termen har populariserats på grund av den japanska filmindustrins sedan länge ledande roll inom "jättemonster-genren", i japan kallad Kaiju Eiga ("monsterfilm"), och brukar därför främst hänvisa till jättemonster inom japansk film. Japanskans "kaijū" avser dock egentligen bara filmmonster i helhet, varav benämningen daikaijū (kanji: 大怪獣), bokstavligen "jätte-kaiju" eller "jättefilmmonster", även förekommer.
I västvärlden är jättemonstergenren ovanligare med bredare spektrum varför man istället brukar använda beskrivande namn, såsom jättemonster. Termen kaiju behöver dock inte nödvändigtvis avse jättemonster från japansk filmkultur och appliceras därför även på jättemonster utanför den japanska filmindustrin, såsom på amerikanska King Kong eller den mer obskyra danska Reptilicus(da).

## Storlek
Storleken för kaiju har traditionellt en relation till den miljö de sätts in i, och brukar därför även skifta för samma monster mellan olika filmserier, och ibland även mellan filmer i samma serie. I filmen King Kong från 1933 till exempel var det nödvändigt för jättegorillan King Kong att kunna slåss mot tyrannosaurier på jämna villkor, men även klättra i träd och byggnader, varför hans höjd inte översteg 7–8 meter. I filmen King Kong vs. Godzilla från 1962 var det istället nödvändigt för Kong att kunna slåss mot Godzilla (50 meter) på jämlika villkor, varför hans höjd ökades till cirka 45 meter. I den amerikanska nyinspelningen från 2021, Godzilla vs. Kong, skulle monstren slåss bland moderna skyskrapor, varför monstrens höjder ökades till 120 meter för Godzilla, och dryga 100 meter för Kong.
I klassiska kaijufilmer brukar monstren vara ungefär ett huvud högre än de vanligaste lägenhetshusen i området där de ska slåss. Detta fungerar som höjdreferens för publiken, och möjliggör bland annat spännande kameravinklar och användandet av byggnader som motståndskraftiga element i striderna. Om monstren görs för stora ökar möjligheten att platsen de slåss på ödeläggs för snabbt, i och med att även de största byggnaderna kommer rasa som korthus.
I filmen Shin Godzilla(en) från 2016 sattes höjden för Godzilla på 118,5 meter.

### Bildexempel

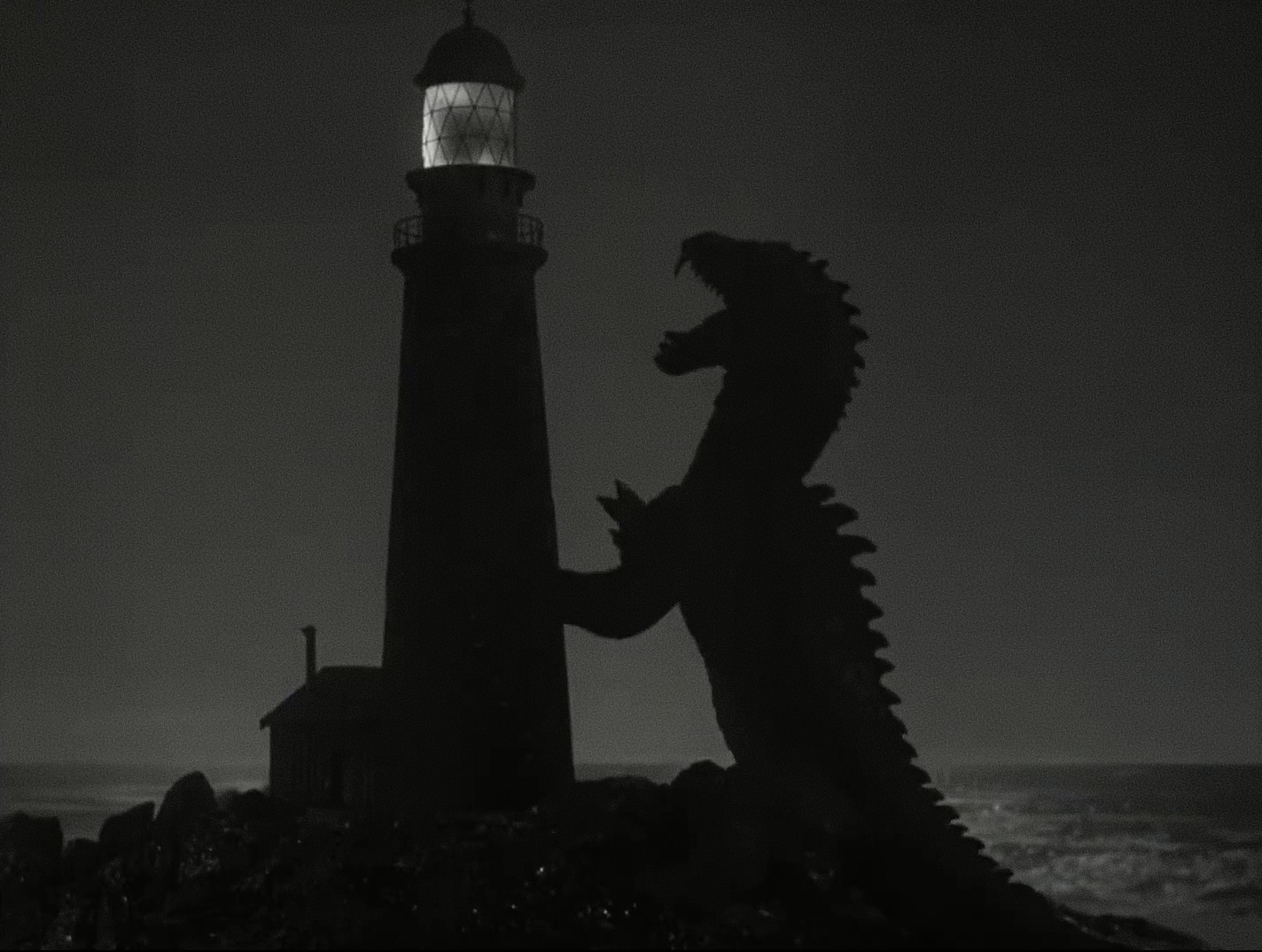
Fyrtornsscenen från Skräcködlan (1953).
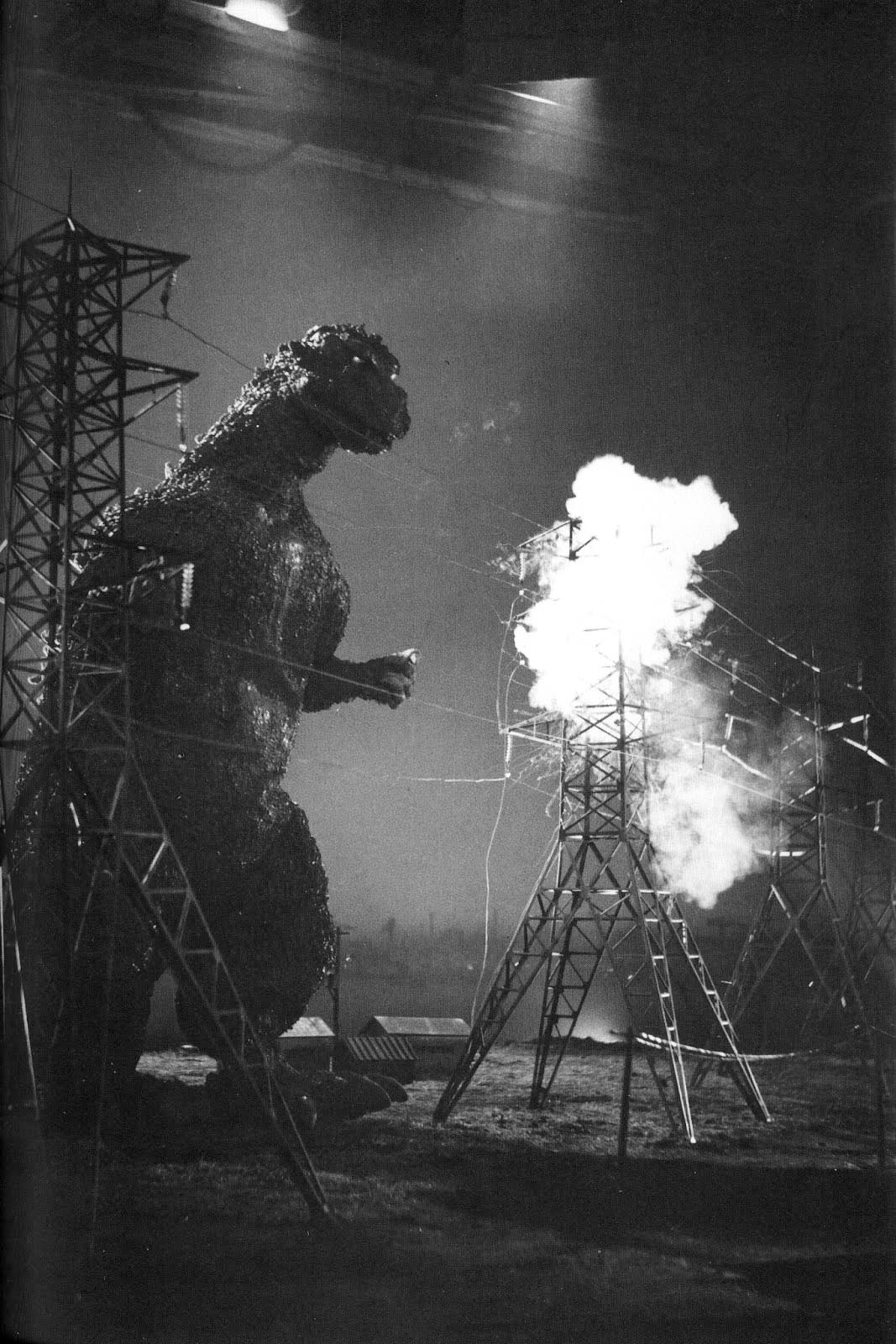
Bakom-kyllisserna-foto från Godzilla - monstret från havet (1954).
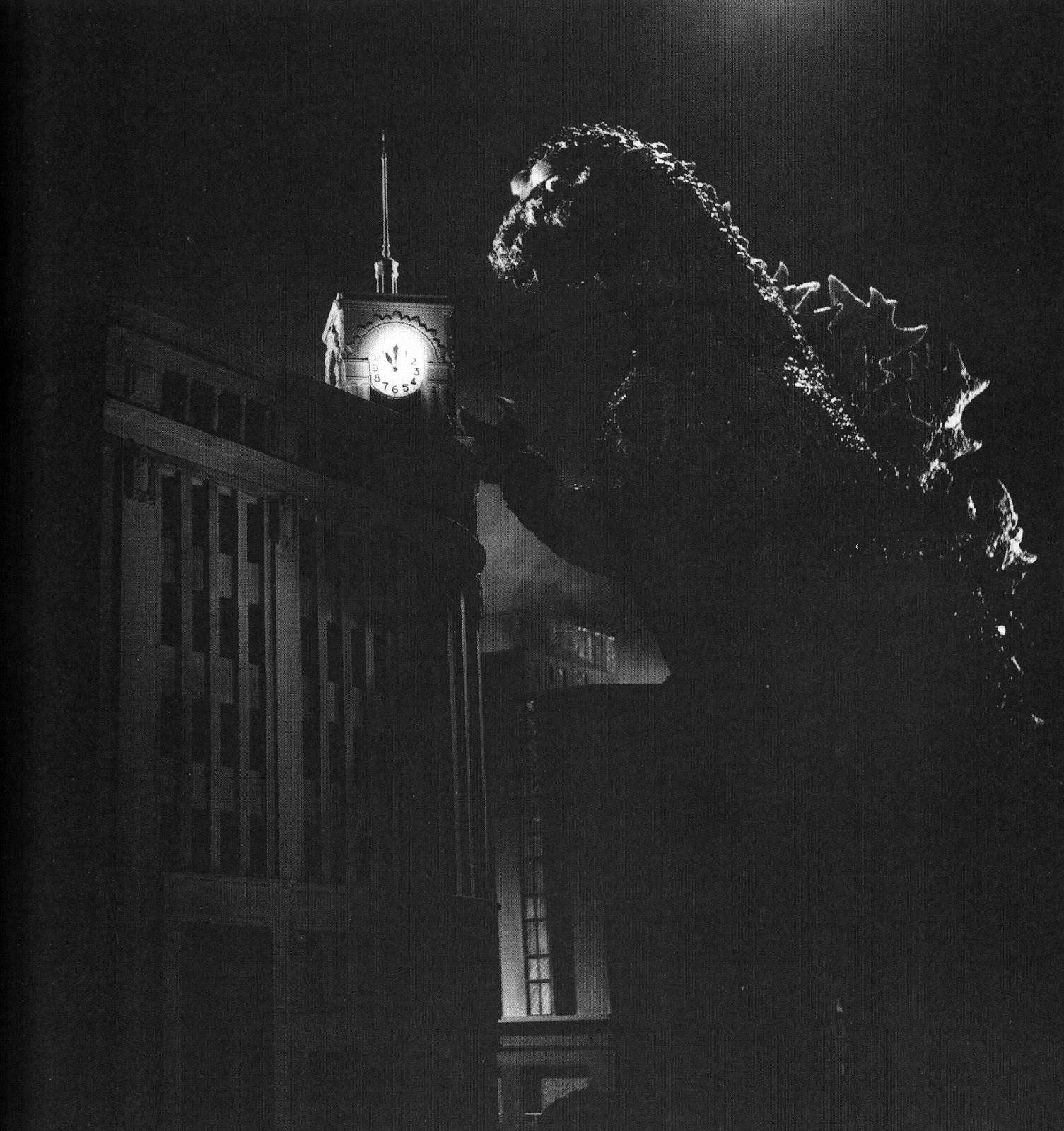
Bakom-kyllisserna-foto från Godzilla - monstret från havet (1954).
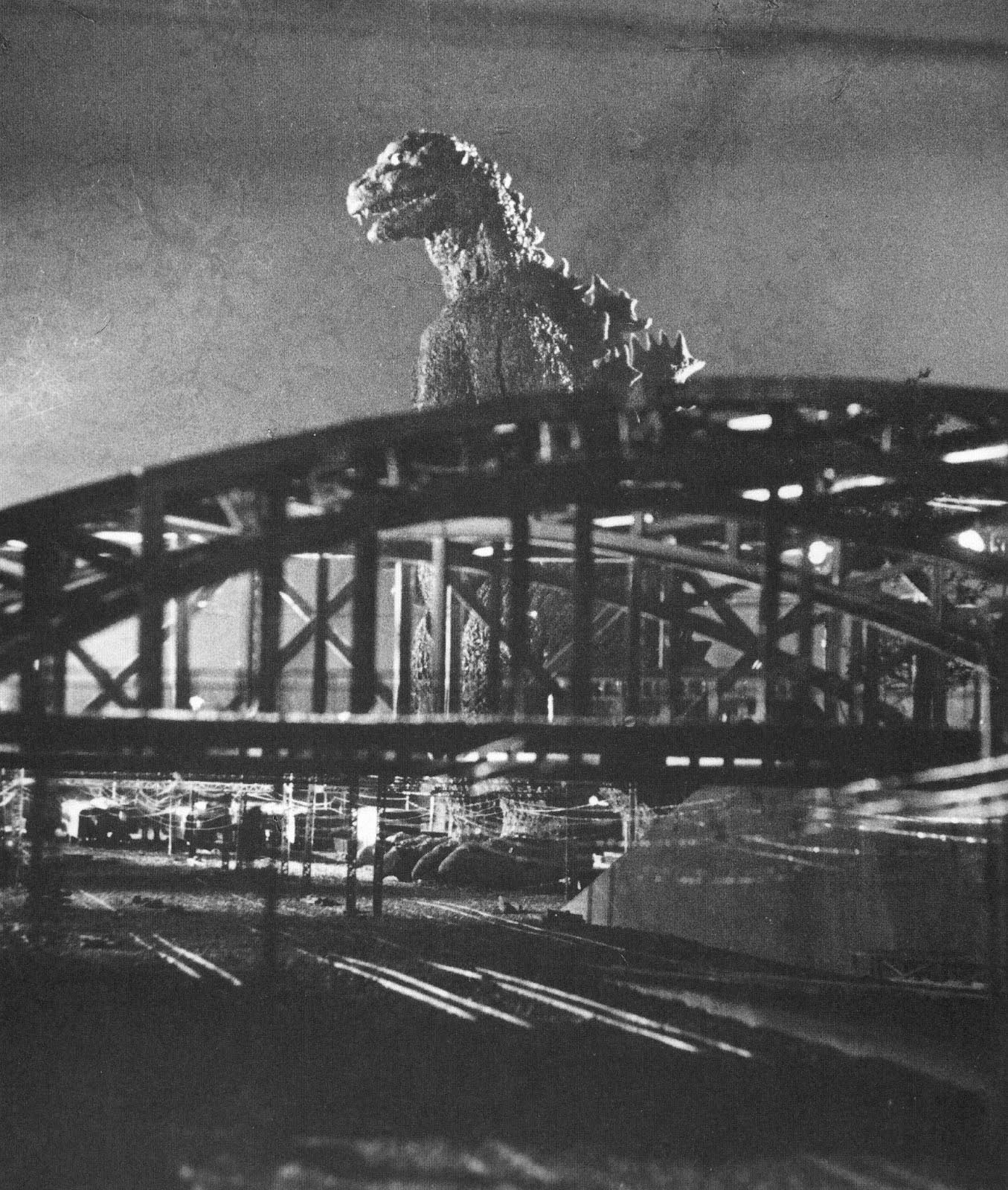
Bakom-kyllisserna-foto från Godzilla - monstret från havet (1954).
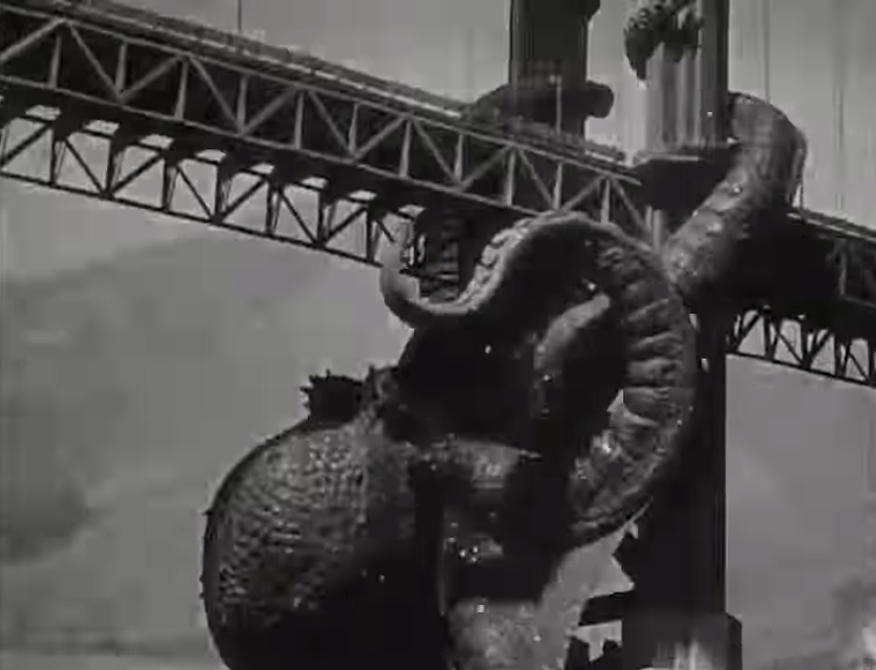
Broscenen från It Came from Beneath the Sea (1955).

## Skapelseberättelsens historia

### Mellankrigstidens förhistoriska jättemonster

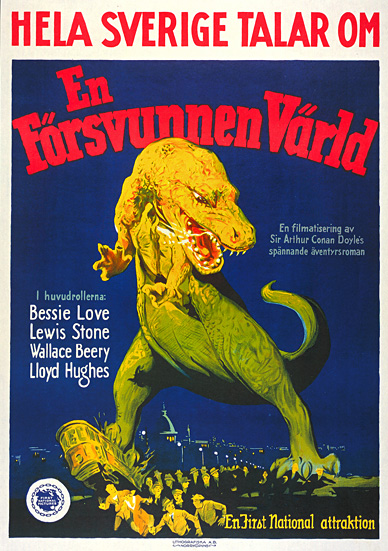
Svenska affischen för En försvunnen värld (film, 1925).

Skapelseberättelsen bakom jättemonstren varierar stort i filmens historia. Till en början var de flesta jättemonster förhistoriska varelser som överlevt till modern tid i oupptäckta naturområden eller genom långvarig dvala, till exempel naturlig kryopreservering i grottor och isberg, vilka sedan kommer i kontakt med störiga människor och därefter påbörjar sitt härjande.
Grunden för jättemonster-idén lär ha startat med filmen En försvunnen värld från 1925, baserad på boken vid samma namn. Filmen har egentligen inga "omöjligt stora" monster i sig, utan enbart tidsenliga rekonstruktioner av dinosaurier, varav den inte är en ren "jättemonsterfilm". Filmens upplägg var dock revolutionerande och kom att lägga grunden för framtidens jättemonsterfilmer. Filmen tar plats på en outforskad bergsplatå likt en öde ö som kryllar av förhistoriska dinosaurier. I slutet av filmen släpps en av dinosaurierna fri på Londons gator, vilket lär vara den första gången ett stort djuriskt monster går löst i ett bebyggt område på film.
En försvunnen värld kom att bli en revolutionerande film inom monsterfilm-genren och kom bland annat att inspirera till den världskända filmen King Kong från 1933, vilken har beskrivits som världens första jättemonsterfilm. King Kong modifierade konceptet från En försvunnen värld genom att transformera bergsplatån till en öde ö och förse denna med djuriska monster av omöjlig storlek utöver dinosaurier, såsom gigantiska insekter. Det mest revolutionära var dock att ge rollen för huvudkaraktären till ett jättemonster (jättegorillan King Kong) och centrera filmen kring denna. Detta koncept har sedan dess kopierats världen över och blivit standard inom genren och liknande monsterfilmer, sedermera ofta kallad "Creature Feature" (varelse-film).

### 1950-talets gigantiska atommonster

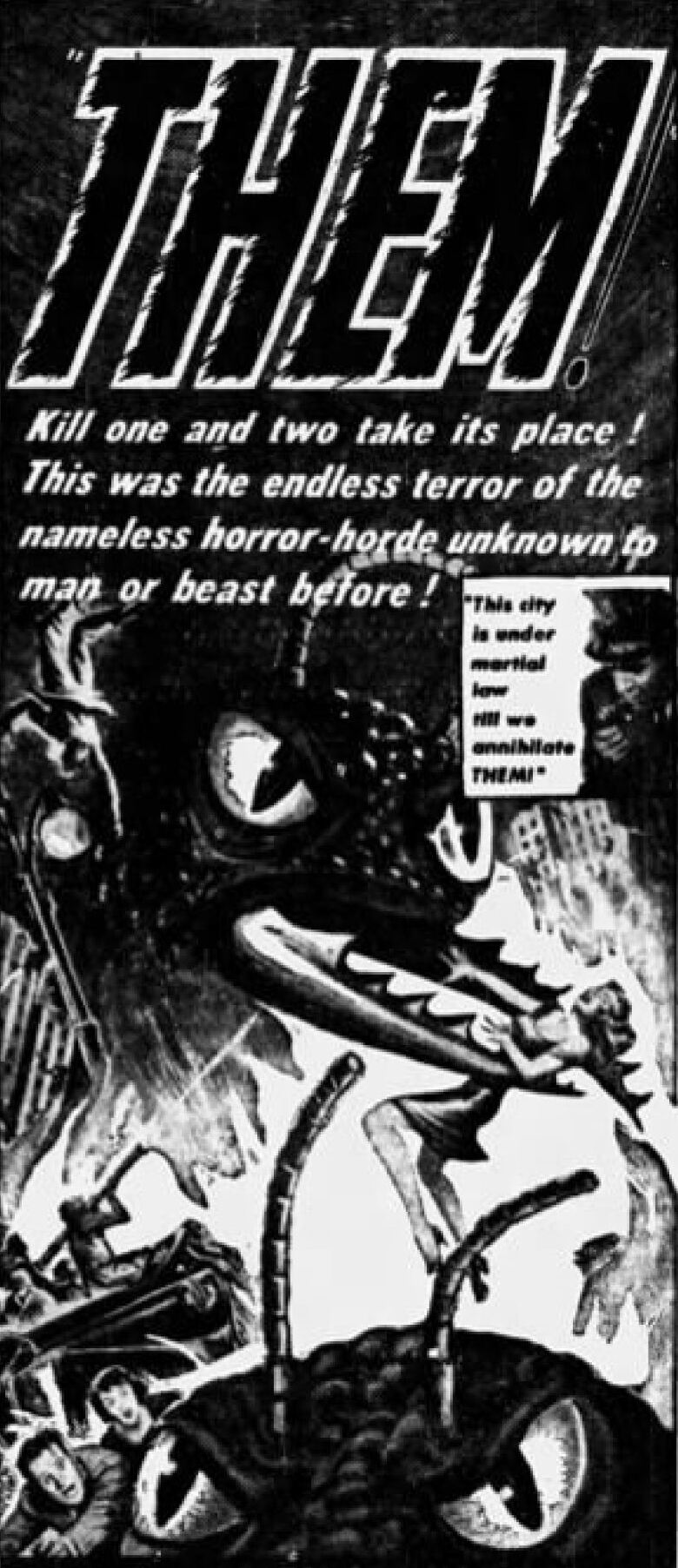
Amerikansk teateraffisch för Them! (spindlarna), 1954.

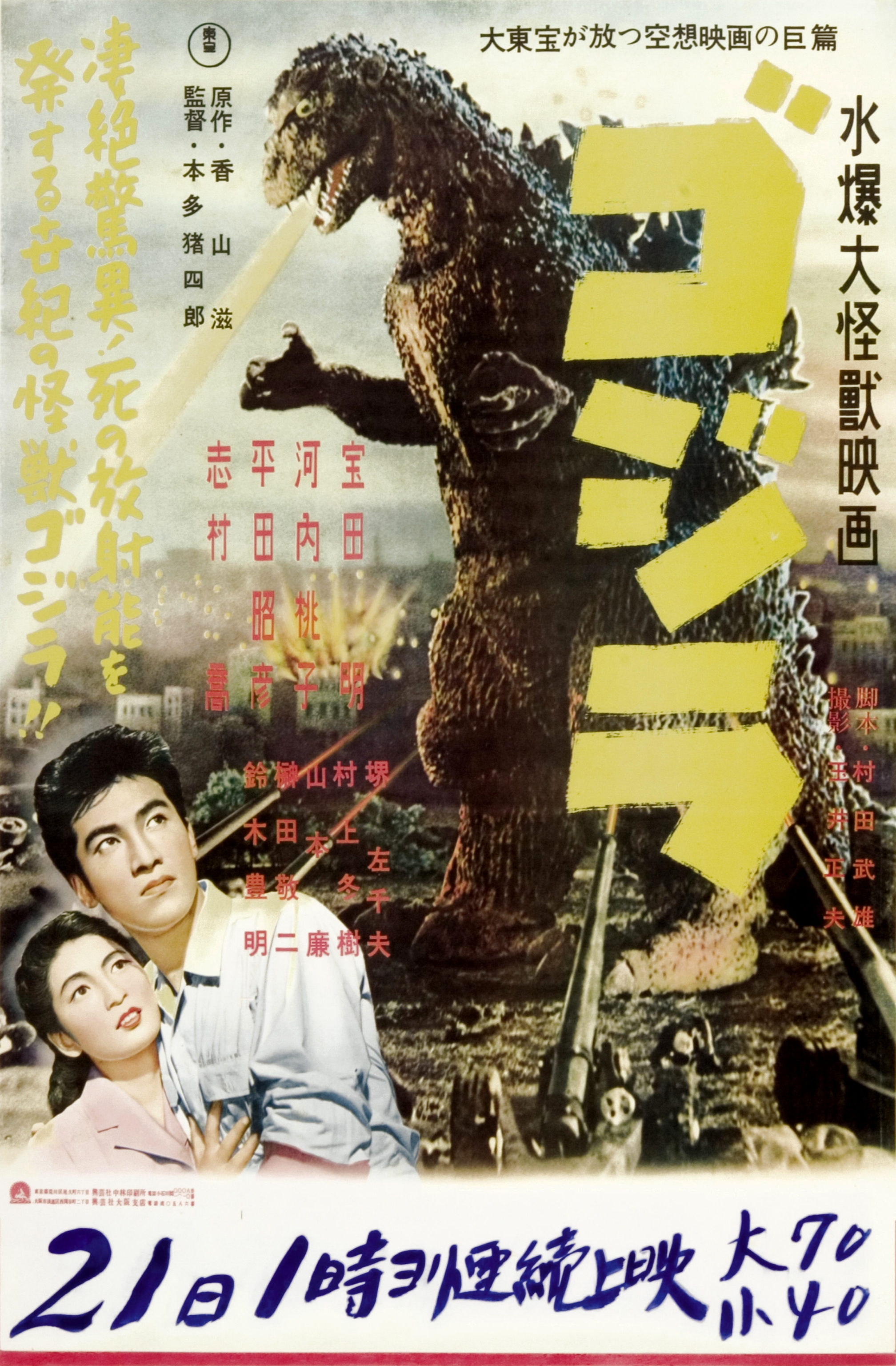
Japansk affisch för ゴジラ; Gojira (Godzilla – monstret från havet), 1954.

Efter andra världskriget började skapelseprocessen skifta från jättemonster av förhistorisk typ till monster skapade av djur och ting som exponerats för kraftig radioaktivitet och därefter muterats till gigantiska monster, ett resultat av den rädsla för kärnvapenspridning som gick världen runt under kalla kriget.
Iden om kärnvapenmuterade monster har till stor del populariserades av den japanska kaijun Godzilla, det absolut mest kända monstret i genren, vilken gjorde entré 1954. Godzilla är i grunden en tyrannosaurie som av Hiroshimabomben utsatts för tung strålning och därefter muterats till ett eldsprutande jättemonster som attackerar japan, ett direkt anspel på de kärnvapenanfall japan utsattes för under andra världskrigets sista dagar.
Godzilla var dock inte först med konceptet att använda kärnvapen som skapelseberättelse för ett jättemonster, utan denna titel går till filmen Skräcködlan från 1953 ett år tidigare. Om Skräcködlan faktiskt muterades av radioaktivitet förklaras inte specifikt i filmen men den slås fri från en naturlig kryopreservering genom en provsprängning av en atombomb någonstans i arktis. Skräcködlan simmar sedan till nordöstra USA och går därifrån till New York för att terrorisera befolkningen.
Godzilla och Skräcködlan är två av de filmer som onekligen ledde till att kärnmuterade monster populariserades under 1950-talet och finns kvar än idag; vilka ibland kallas "atommonster" (engelska: atomic monster). Ytterligare exempel på atommonster är bland annat filmen "spindlarna" (engelska: Them!), där myror muteras och blir gigantiska, även denna utgiven 1954.

### 1960-talets gigantiska rymdmonster
På 1960-talet började det bli populärt med jättemonster från yttre rymden, troligen populariserat av då pågående rymdkapplöpningen. Exempelfilmer är bland annat Godzilla-filmen San Daikaijū: Chikyū Saidai no Kessen, där "rymddraken" King Ghidorah introduceras för första gången, men även mer obskyra filmer såsom Uchū Daikaijū Girara; "Kosmiska jättevindundret Guilala".
Jättemonster från yttre rymden brukar traditionellt ha koppling till fiktiva utomjordingar som för dem till jorden för att erövra planeten eller liknande.

## Lista över kaiju

### Kaiju frånTōhōKK:s mediafranchise
- Anguirus
- Baga
- Baragon
- Battra
- Biollante
- Destoroyah
- Dogora
- Ebirah
- Frankenstein
- Gabara
- Gaira
- Ganime
- Gezora
- Giant Condor
- Giant Octopus
- Gorosaurus
- Gigan
- Godzilla
- Hedorah
- Jet Jaguar
- Kamacuras
- Kamoebas
- King Caesar
- King Ghidorah
- Kumonga
- Manda
- Mechagodzilla
- Megaguirus
- Megalon
- Mechani-Kong
- Minilla
- Mogera
- Mothra
- Orga
- Rodan
- Sanda
- Spacegodzilla
- Titanosaurus
- Varan
- Zilla

### Kaiju frånDaiei EigaKK:s mediafranchise
- Barugon
- Daimajin
- Gamera
- Guiron
- Gyaos
- Irys
- Jiger
- Space Gyaos
- Legion
- Viras
- Zigra
- Zedus

### Kaiju från mindre mediafranchiser

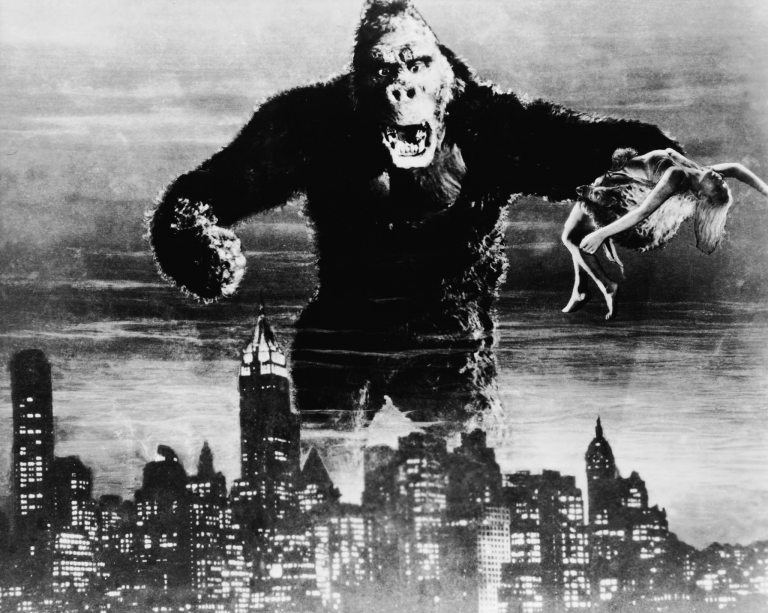
Marknadsförande bild för King Kong (1933).

- Clover (Cloverfield)
- Cthulhu
- Enormica (Monsters vs Aliens)
- Gappa (Daikyojû Gappa(en))
- George (Rampage)
- Guilala
- Gloria (Colossal(en))
- Gogola
- Gorgo  (Gorgo (film)(en))
- Gwoemul (The Host)
- Jirahs(en) (Ultramanfranchisen)
- Insektosaurus (Monsters vs Aliens)
- "It" (It Came from Beneath the Sea)
- Pacific Rim-universumet
- Katla
- King Kong
- Kraken (Gudarnas krig, Clash of the Titans)
- Kraken (sjömanstradition)
- Leviatan
- Lizzie (Rampage)
- Nancy Archer (Attack of the 50 Foot Woman)
- Oscar (Colossal(en))
- Pulgasari
- Quetzalcóatl (Q – The Winged Serpent(en))
- Ralph (Rampage)
- Reptilicus(de)
- Rhedosaurus (Skräcködlan)
- Spindlarna
- Stay Puft Marshmallow Man (Ghostbustersfranchisen)
- Talos (Det gyllene skinnet)
- The Giant Claw(en)
- Yongary (Daekoesu Yonggari(en))